# Ali Hassan Khalil
Pour les articles homonymes, voir Khalil.
Ali Hassan Khalil, né le 15 juillet 1964 à Khyam, est un homme politique libanais.

## Biographie
Licencié en droit, il occupe une place importante dans le conseil politique du Mouvement Amal de Nabih Berri.
Élu député chiite de Hasbaya Marjeyoun depuis 1996, il fut ministre de l’Agriculture entre 2003 et 2004 au sein du gouvernement de Rafiq Hariri. Le 13 juin 2011, Ali Hassan Khalil devient ministre de la Santé puis en février 2014, ministre des Finances.
Il fut président de l’Union de la Jeunesse Libanaise et président de l’amicale des anciens de la faculté de droit et de sciences politiques de l’Université Libanaise.
Il est membre du bloc de la Libération et du Développement.